# Космический центр Шахруд
Космический центр Шахруд (перс. پایگاه فضایی شاهرود‎) — иранский космический центр и космодром военного назначения, находящийся под управлением Военно-воздушных сил Корпуса стражей исламской революции. Расположен к юго-востоку от города Шахруд (Имамшехр) в провинции Семнан.

## Назначение
Космический центр Шахруд используется Корпусом стражей исламской революции для осуществления собственной космической программы, отличной от гражданской программы Иранского космического агентства. В нём осуществляются разработки, испытания и пуски твердотопливных боевых ракет и ракет-носителей, предназначенных для запуска спутников военного назначения. По состоянию на конец 2021 года космический центр Шахруд включал следующие основные подразделения: административную зону; складскую зону: производственную зону, где осуществляется создание твердотопливных двигателей и сборка многоступенчатых носителей; крупнейший в Иране испытательный стенд для твердотопливных двигателей; стартовую позицию.

## История
По имеющимся данным космический центр Шахруд был создан в 2010 году в районе, где с 1990-х годов действовали полигоны для испытаний боевых ракет. В 2013 году был построен стартовый комплекс, включающий площадку размером 200 х 140 метров и стационарный старт с подвижной башней обслуживания выстой 23 метра и газоотводным каналом длиной 125 метров. Стационарный старт длительное время бездействует и не используется при текущих запусках, осуществляемых с самоходных транспортно-пусковых установок. Первый космический запуск из центра Шахруд состоялся 22 апреля 2020 года, был запущен носитель Касед, построенный по гибридной схеме — с первой жидкостной и двумя твердотопливными ступенями. Испытания твердотопливных двигателей в центре Шахруд зафиксированы в 2016—2017 годах, с середины марта 2021 года начали использоваться стенды для испытаний твердотопливных двигателей большой размерности, тягой, оценочно, 60-90 тонн. Такие двигатели могут применяться для создания межконтинентальных ракет и твердотопливных первых ступеней космических носителей лёгкого класса.

## Космические запуски
22 апреля 2020 года носителем Касед, стартовавшим с самоходной пусковой установки, был выведен на орбиту спутник Нур-1, предназначенный для видовой разведки.
В марте 2022 года и сентябре 2023 года из центра Шахруд были произведены ещё два пуска носителей Касед со спутниками, соответственно, Нур-2, предназначенным для обзорной съемки и Нур-3, имеющим более высокое разрешение.
В ноябре 2022 года из Шахруда состоялся успешный суборбитальный испытательный запуск полностью твердотопливного носителя Каем-100. Есть сведения о второй попытке пуска Каем-100 в марте 2023 года, целью которой был завершившийся неудачей вывод на орбиту спутника Nahid-1. В январе 2024 с космодрома Шахруд состоялся успешный запуск носителя Каем-100, который вывел на орбиту спутник Soraya.